# Dobreanske, Teceu
Dobreanske (în ucraineană Добрянське) este o comună în raionul Teceu, regiunea Transcarpatia, Ucraina, formată numai din satul de reședință.

## Demografie
Componența lingvistică a comunei Dobreanske
     Ucraineană (98,71%)
     Rusă (1,14%)
     Alte limbi (0,14%)
Conform recensământului din 2001, majoritatea populației comunei Dobreanske era vorbitoare de ucraineană (98,71%), existând în minoritate și vorbitori de rusă (1,14%).